# Lista de parques nacionais de Angola
Existem parques nacionais e reservas naturais em quase todas as províncias angolanas, sendo que o país chega a fazer parte de acordos de áreas de proteção tansnacionais. Juntos, eles cobrem uma área de cerca de 82.000 km², o que corresponde a cerca de 6,6% do território nacional. Se acrescentarmos as 18 áreas de proteção florestal e as zonas de proteção local, a área protegida em Angola totaliza 188.650 km² e, portanto, mais de 15% do território nacional.
Abaixo estão listados os seis parques nacionais de Angola:
- Parque Nacional da Quissama
- Parque Nacional da Cangandala
- Parque Nacional do Bicuar
- Parque Nacional de lona
- Parque Nacional da Cameia
- Parque Nacional da Mupa
- Área de Conservação Transfronteiriça Cubango-Zambeze‎
- Parque Nacional do Luengué-Luiana
  - Parque Nacional do Longa-Mavinga
  - Parque Nacional do Mucusso